# Lignes de mire
Pour les articles homonymes, voir Ligne de mire.
 (octobre 2014).
Lignes de mire est une émission de télévision française sur la télévision diffusée sur France 3 de 1994 à 1998. Elle fut animée par Jacques Chancel.

## Description
Ce magazine hebdomadaire est consacré à la télévision et de façon plus générale à l'actualité du paysage audiovisuel français et étranger. Elle comprend à la fois des reportages, mais également des entretiens avec un ou plusieurs invités en plateau puis aussi pour chroniquer par Denis Vincenti. 
Diffusée à partir du 8 mai 1994 tout d'abord chaque dimanche soir à 18 h à sa création, elle sera déplacée en début d'après-midi vers 13 h dès septembre 1996 et jusqu'à sa fin le 21 juin 1998.